# Васильев, Сергей Александрович (композитор)
Серге́й Алекса́ндрович Васи́льев (Александр Пара; род. 21 октября 1974, Ленинград) — российский композитор, режиссёр, автор-исполнитель.

## Биография
Родился 21 октября 1974 года в Ленинграде.
Выпускник кафедры режиссуры и актёрского искусства СПбГУП (руководитель — Зиновий Корогодский, музыкальный педагог — Марина Ланда).
По окончании вуза до 1998 года работал актёром и режиссёром в петербургском Театре Поколений.
С 1998 года — главный режиссёр, педагог «Музыкального Театра Детей Марины Ланда».
С 2001 года — композитор в анимации. Является автором слов всех песен, а также стихотворений в мультсериале «Смешарики».
С 2003 года в соавторстве с Мариной Ланда пишет музыку и песни к мультипликационным сериалам («Смешарики», «Тима и Тома», «Малышарики», «Королевство М», «Летающие звери») и фильмам («Смешарики. Начало», «Смешарики. Легенда о золотом драконе», «Смешарики. Дежавю», «Друзья», «Дерево детства», «Чинти», «Теория заката», «Как медведь друга искал»). Автор некоторых аранжировок — Дмитрий Бюргановский.
Автор музыки к спектаклям Молодёжного театра на Фонтанке («Лев зимой», «Любовные кружева», «Школа налогоплательщиков»).
Лауреат национальной анимационной премии «Икар» (2018) в номинации «Композитор» за музыку к мультфильму «Теория заката» (в соавторстве с Мариной Ланда).
Автор либретто к опере Сергея Баневича «Сцены из жизни Николеньки Иртеньева» (по мотивам трилогии Л. Н. Толстого «Детство. Отрочество. Юность» и биографических материалов).
Режиссёр документального фильма «Как течение реки», посвящённого работе Александра Сокурова над х/ф «Солнце».
В течение нескольких лет работал в детской редакции «Радио России — Санкт-Петербург».
С 2020 года является художественным руководителем анимационного сериала «Смешарики» после ухода Анатолия Валентиновича Прохорова из жизни.

## Творчество

### Композитор и исполнитель песен
1. 2002 — Агентство «Золотая пуля» (телесериал)
2. 2003—2012 — Смешарики
3. 2005 — Холодильник и другие... (телесериал)
4. 2006—2007, 2020—2021 — Смешарики. Азбука безопасности
5. 2008—2010, 2012 — Смешарики. Азбука здоровья
6. 2008 — Смешарики. Азбука прав ребёнка
7. 2009 — Дерево детства
8. 2009 — Смешарики. Азбука чтения
9. 2009 — Смешарики. Азбука дружелюбия
10. 2009—2011 — Смешарики. Пин-Код (Пилотные серии)
11. 2011 — Смешарики. Начало
12. 2011—2017, 2019—2021 — Смешарики. Пин-Код
13. 2012—2013 — Смешарики. Новые приключения
14. 2012 — Друзья
15. 2012—2015 — Летающие звери
16. 2012 — Чинти
17. 2013 — Королевство М
18. 2014 — Тимур и его команда
19. 2014—2015 — Малыши и летающие звери
20. 2015—2023 — Тима и Тома
21. 2015—н. в. — Малышарики
22. 2015 — В стороне
23. 2016—2018 — Смешарики. Спорт
24. 2016 — Смешарики. Легенда о золотом драконе
25. 2017 — Теория заката
26. 2017—2018 — Дракоша Тоша[10] (в титрах — под псевдонимом «Александр Пара»)
27. 2017—2018 — Смешарики. Азбука интернета
28. 2018 — Смешарики. Дежавю
29. 2018 — Как медведь друга искал
30. 2018—2020 — Пиратская школа
31. 2018—2020 — Смешарики. Азбука финансовой грамотности
32. 2019 — Смешарики. Азбука защиты леса
33. 2019 — Смешарики. Азбука цифровой грамотности
34. 2019 — Смешарики. Операция «Дед Мороз»
35. 2020—н. в. — Смешарики. Новый сезон
36. 2020 — Белка и Стрелка. Карибская тайна («Песня медуз»)
37. 2020 — Смешарики. Азбука недвижимости
38. 2020 — Смешарики. Азбука профессий будущего
39. 2021 — Панда и Крош
40. 2022 — Смешарики. Азбука дружбы народов
41. 2022—2024 — Смешарики снимают кино
42. 2024 — Малышарики. День рождения

### Сценарист
- 1990 — Чудовище
- 2018 — Бредовая канитель

### Режиссёр
- 2018 — Бредовая канитель
- 2023 — Приключения Пети и Волка (эпизод «Дело о телефонной будке»)

### Актёр озвучания
- 2011 — Смешарики. Начало — эпизоды
- 2016 — Смешарики. Легенда о золотом драконе — туземцы
- 2018 — Смешарики. Дежавю — Мал
- 2021 — Смешарики. Новый сезон (цикл серии «Здравствуй, мой дневничок») — дневник Нюши
- 2022 — Приключения Пети и Волка — сборщик душ Эрган

### Монтажёр
- 2011 — Смешарики. Начало (в титрах — под псевдонимом «Александр Пара»)